# アラサーちゃん
『アラサーちゃん』は、峰なゆかによる日本の4コマ漫画。はてなダイアリーでの連載後、『週刊SPA!』（扶桑社）において2011年から2019年まで連載していた。単行本は、はてなダイアリー連載分はメディアファクトリー（現・KADOKAWA）より（全1巻）、『週刊SPA!』連載分は『アラサーちゃん 無修正』（アラサーちゃん むしゅうせい）として扶桑社より全7巻を刊行。
アラサー世代の男女の日常を通じて、同世代のセックスを含めた恋愛や生態を赤裸々に描く。
女性人気が高く、主に男性向けの雑誌『週刊SPA!』での連載だが、単行本の購入者は7割が女性という調査結果もある。2014年7月期にテレビドラマ化された。
2005年から『月刊アフタヌーン』で連載された『臨死!!江古田ちゃん』との類似を指摘されることが連載開始当初から多く、峰自身もそのことを宣伝に用いるなどしている
。
2022年2月1日発売の『週刊SPA!』2月8日号にて、峰の連載『AV女優ちゃん』の休載に伴い、本作の描きおろし番外編が掲載されている。

## 登場人物
「ちゃん」、「さん」が付く人物は女性、「くん」が付く人物は男性である。

### 主要人物
アラサーちゃん
主人公。30歳。フリーランスのパタンナー。上智大学文学部 英文学科卒。年収500万円。貯金なし。猫好きで猫を飼っている。横浜出身。連載初期は文系くんに恋していて元彼のオラオラくんとはセックスフレンドの仲だった。文系くんに失恋したのを機にオラオラくんとヨリを戻し同棲を経て、仕事が激減して収入がなくなったのを機に結婚。
婚約中にオラオラ君の浮気に気づいたが、今の経済事情を含めて婚約解消した場合のデメリットの方が多かったため見てみぬ振りをすることにした。その代わりに自分も義弟になる研修医くんと浮気し、研修医くんとの関係解消後は文系くんと浮気する。元々相性が良くなく、異論を聴き入れてくれないオラオラくんとの性生活に不平不満を募らせていたこともあり、体の相性が良かった文系くんとの関係を続けた。文系くんと入ったラブホでオラオラくんとゆるふわちゃんと鉢合わせし、お互いの不倫が発覚したため離婚。
離婚成立後、自分達のことを小説にして今更告白しようとしてきた文系くんを「ゆるふわちゃんの魅力がわからない男に興味ない」と言って振る。その一方、ゆるふわちゃんとは相互に謝罪し、友情を深める。
作者が「今までに出会った上玉女子の外見・内面・モテテクのすべてをぶっこんだ」キャラクターである。巨乳でスタイル抜群の美人である一方、学生時代にゴスロリ、ギャル、古着ファッションを着ていた黒歴史を持つ。10代の頃は割と地味な女子だった模様。また、ゆるふわちゃんが可愛く着こなしている男性から受けの良いゆるふわ系ワンピース等が似合わず、Tシャツにデニムパンツのようなラフなファッションスタイルにすると老け込んで見え、30代のミニスカートの是非に自問自答する等、装いに悩むことがある。さらに寝顔が不細工で、目の当たりにした文系くんも内心そのように思っている。意外と女子力が低く、比較例によるとサバサバちゃんより低い。
ノースリーブでハイネックの服装など、キャラクター設定の一部には峰が壇蜜のDVDパッケージを見た際のイメージが取り入れられており、のちに峰との対談の際に約束したこともあってテレビドラマでは壇自身が主役を務めることとなった。

オラオラくん
32歳。イベント会社経営者だったが、連載終盤に後述の理由から会社員になる。慶應義塾大学経済学部卒。年収1300万円。イケメンかつ高収入で裕福な実家のお坊ちゃん。筋肉質なマッチョ体型。犬好き。肉食系でコミュニケーション能力が高い。巨乳好き。実はワキガ持ちで作中に治療手術を受けた。アラサーちゃんの彼氏で一度別れて復縁し、連載終盤で結婚した。
連載初期、アラサーちゃんの元彼でゆるふわちゃんとの浮気が原因で一度別れていた。異性を上から目線で見ている節があり、セフレが複数（アラサーちゃん、ゆるふわちゃん、ヤリマンちゃん等）いたが、本命は結局アラサーちゃんで、別れた後も未練タラタラだった。
文系くんに振られたアラサーちゃんとヨリを戻し彼女の収入がなくなったのを機に婚約。自分本位でAVが参考のセックスをする上に、手順や方法に少しでも異を唱えると不機嫌になるので話にならず、アラサーちゃんからは不平不満を抱かれている。関係を持っている女性の経験人数を増やすことに躍起になり、特定の女性と長く付き合って体を知り関係を深めようとしないため性的な技能が向上しない。
自分以外の男の影（この時点では誰かは知らない）を感じたゆるふわちゃんと一時的に距離を置くが、婚約中に結局セフレに戻って浮気する。
ゆるふわちゃんと一緒に入ったラブホでアラサーちゃんと文系くんと鉢合わせお互いの不倫がバレて離婚。その後、文系くんを呼び出して一対一で話し、鉄拳制裁を加えて絶縁した。
アラサーちゃんとの子どもを欲しがって妊活するが、アラサーちゃんは協力する振りをしながら密かに避妊していた。
アラサーちゃんとの離婚成立後、励ましたゆるふわちゃんに対し、アラサーちゃんを選ぶ理由は、好きというよりも彼女の総体的なスペックが自分に相応しいと思っていることを話し、ゆるふわちゃんではその域に達しないことを告げて八つ当たり半分に罵って振った。これまでの辛抱の糸が切れたゆるふわちゃんに裸で寝ていた所を頭にパンティを被せらせた写真を撮られSNSで拡散され、自社の主要取引先の会社宛てに写真が添付されたメールを送られた。
写真が流出した結果、あらゆる取引先から取引を停止され、収益が減った上多額の負債を負い、実家に2千万円の融資を頼むが、既に1千万円融資を受けていてそれも未納のため断られ、流出した写真の醜態を電話口の母親から嘆かれる。結局は会社は倒産し、ゆるふわちゃんの強かさを見直して惚れる。
会社解散後、友人の会社に入社し、負債を返済しつつ再度起業を目指すことにした。ゆるふわちゃんを本命に昇格しようとしたが、「借金持ちの会社員に興味はない」と振られてしまう。
いつも着ているTシャツにジレを羽織ったファッションスタイルは連載初期からの時の流れに連れて流行遅れのファッションになった。
ゆるふわちゃん
34歳。雑貨店の雇われ店長。金城学院大学生活環境学部環境デザイン学科卒。年収350万円。低身長、貧乳（Aカップ）、童顔の可愛らしいロリっ子であることを活用し、あざとく振る舞っては思うままにモテてきた。明るい色のショートヘアでいつもバルーンスカートのふんわりしたワンピースを着ている。猫好き。連載初期からオラオラくんに恋しており、本人からはセフレ扱いされていた。それでも、オラオラくんの本命彼女になり、あわよくば結婚することを夢見てオラオラくんに尽くしていた。
アラサーちゃんが文系くんに恋してるのを知っていながら、自宅に押しかけてきた文系くんを自宅に帰すために嫌々でセックスした。文系くんがアラサーちゃんに自分達の関係を話して振ったため、傷心のアラサーちゃんがオラオラくんとヨリを戻す切っ掛けを自ら作ってしまう。
アラサーちゃんとオラオラくんが復縁した悔しさから文系くんと付き合い始めるが、彼の年収の低さや職業、話が合わない点が不満で結婚に踏み切れず、さらに自分のステータスが34歳彼氏なしになるのも嫌だが、尽くしてくれるため別れも決断できずに葛藤。
文系くんと付き合い始めた頃、オラオラくんとは一時距離を置くが結局またセフレに戻る。いわゆる好きな人補正もあるが、体の相性も文系くんよりオラオラくんとの方が良い。
他者から「思っていたのと違う」とがっかりされるのが嫌でつい相手に合わせてしまう癖がある。意外に内面に関しては自己評価が低い。
母親と1人は妹がいるらしく、どちらも美人。ファッションに関する黒歴史もない。意外と白髪が出るのが早い体質らしく、アラサーちゃんに脱毛を勧められた際、既にＶラインの毛に白髪が混ざっているのを独白で明かしている。アトピー持ちで肌が弱く、敏感肌用の基礎化粧品を使い、高価なシャンプーを使っている。女子力も高い。何気ないプレゼント等で他者を喜ばせることが上手く、男女問わずにモテる。
これまで自分の容姿やモテテクに自信があったが、最近歳を重ねたことを痛感する機会が増えて思い通りにならないことが度重なり情緒不安定になった。メンヘラ化が顕著になっていき、文系くんにストレスを与え続けて自分にだけEDの原因となり、アラサーちゃんと浮気される。
オラオラくんと入ったラブホでアラサーちゃんと文系くんと鉢合わせ、自分とオラオラくんのことは棚に上げ、文系くんを一方的に責めて別れた。
後に離婚直後のオラオラくんから八つ当たり半分で罵られて辛抱の糸が切れ、裸で寝ているオラオラくんの頭にパンティを被らせた写真を撮り、ネットやメールで拡散して会社解散に追い込む。その手腕を見直されてオラオラくんの本命に昇格されたが、「借金持ちの会社員に興味はない」と振って見限る。玉の輿に乗ることを夢見ていたが、連載終盤には仕事の頑張りが認められたらしくエリアマネージャーに昇格した。最終話でアラサーちゃんとは相互に謝罪し合い、友情を深める。
ヤリマンちゃん
26歳。キャバクラ嬢。茨城県立常陸大宮高等学校商業科卒。年収360万円。
頭も股もゆるい。チャームポイントは手のえくぼとハンコ注射の跡。異性に構ってもらうためにメンヘラを装いがちだが、SNSにアップする写真は自分が変顔であっても他の面子の写りが良いものを選ぶ等登場人物の中でも性格は善良。
名前通りのヤリマンだが、性病検査を定期的に行うなど意外としっかりした一面も。いつも金髪に染めたロングヘアを巻いて、韓国ファッション風のお腹を出した露出の多い服を着ている。
連載終盤はフェミニズムに目覚め、一時は黒髪短髪ノーブラでTシャツにジーンズのフェミニストファッションになるが、切った髪に以前の髪型に似たウイッグを被り、ファッションも元に戻す。装いは戻しても、フェミニストキャラは継続し、メンヘラを装わなくなった。フェミ化を男性陣に嘆かれる。
フェミニズムに対しアンチ気味のゆるふわちゃんを除く女性主要人物達に少なからず影響を与え、SNSに作ったフェミニズムのアカウントは同志となり、所謂『裏アカ』を作ったアラサーちゃんを始め、非モテちゃん、サバサバちゃん達からフォローされている。
田舎（茨城）出身で、よく田舎人と都会人の比較例に登場する。
ドラマ版ではヤリリンちゃんとなっている。単行本のレポ漫画に登場する作者の妹に顔が似ている。

サバサバちゃん
30歳（漫画では29歳と言っているし、アラサーちゃんより1歳年下と明言されている）。派遣社員。山野美容専門学校テクニカルプロコース卒。年収260万円。姉御肌を気取っている。ツッコミがいつも痛い。貧乳(Bカップ)で太くも細くもない標準的な日本人体型。顔立ちも非モテちゃんよりは顔面偏差値はマシだが、不美人に分類される。また、年齢もアラサーちゃんより1歳若いはずだが、熟女好きの研修医くんからは恋愛対象として不可の年上女性と認識され「オバサン」呼ばわりされている。意外にも女子力は程ほどにあり、ゆるふわちゃんには劣るがアラサーちゃんよりは高い。
連載初期の頃はゆとりくんに思いを寄せていたが、彼女ができて失恋して終わる。
連載途中から中年くんと不倫していた。中年くんの子を妊娠中絶した後、後輩のおぼこちゃんの紹介で女衒業を一時再開した専業ちゃんと、中年くんの妻とは知らずに知り合って意気投合。互いの旦那と彼氏を紹介し合うことになり、そこで中年くんと専業ちゃんが鉢合わせ、結局中年くんとの不倫がバレた。
結構世間知らずで不倫中は本妻からの慰謝料請求されるリスクは考慮しておらず、中年くんが妻と離婚すれば自分と結婚してくれると安易に考えていたが、不倫が原因で夫婦が離婚した場合の不倫相手に請求される高額な慰謝料の相場を知ると掌を返して中年くん夫婦の関係再構築を願った。
結局、自分と中年くんの不倫が原因で離婚した専業ちゃんから慰謝料請求され、学生時代に留年してまで居酒屋のバイト等で貯蓄した貯金全額（300万円）をはたいて一括で支払う。中年くんとの交際を振り返り、額の見合わなさに心底後悔した。
専業ちゃんのツテの合コンで知り合ったハイスペ男性と一夜を共にしたら途端に中年くんが貧相に見えはじめ、さらに中年くんが自分には「妻との関係は破綻している」と話して不倫し、妊娠中絶させながら妻と子作りしていたのを知ると冷めて別れた。
連載終盤、専業ちゃんとは和解したらしく、アラサーちゃんが離婚した後に開かれた女子会で顔を合わせている。

非モテちゃん
29歳。東京藝術大学美術学部美術研究科中退。実家暮らし。全身をコム・デ・ギャルソンで包んでおり、同ブランド創始者の川久保玲を崇拝している。連載開始より処女だったが、連載終盤で大衆くんと初体験を済ませ非処女になる。その後、自分を意識するようになった大衆くんから交際を提案されるが、ノリの軽い言い方だったこともあり、まともに取り合わずに振る。
実は身長175cmでスレンダーなモデル体型（巨乳ではないがCカップある）だが、それでモテるわけでもないので猫背で身を潜めている。髪は刈り上げおかっぱにしており、顔面偏差値が登場人物の女性の中で最も低い。
本人は謙遜するが料理はかなりの腕前。ももいろクローバーZの有安杏果が好き。スピリチュアル系の話題は嫌いらしい。
年収600万円を稼ぐ同人作家という面も。高収入だが、実は住んでいる実家も経済的にかなり裕福なお嬢様。
モテないせいか結婚は諦めているが子供は欲しいらしく、連載終盤の女子会にて選択肢として精子バンクでシングルマザーになる考えを話している。
専業ちゃん（女衒ちゃん）
28歳。専業主婦。美人で美肌の持ち主だが、その美貌は度重ねた美容整形手術によるものらしい。中年くんの元妻。6巻まで中年くんと結婚しており、2年以上にわたる夫とのセックスレスに悩んでいたが、圧力を掛けて強請り第二子を妊娠する。
結婚する前からアラサーちゃんとゆるふわちゃんの知り合いで、かつては「女衒ちゃん」と呼ばれるハイスペ男性との間に太いパイプを持ち女子を飲みの席で紹介する仲介業をしていた。女衒業を少しの間再開した際にセッティングした合コンに行けなくなったおぼこちゃんからピンチヒッターとして紹介されたサバサバちゃんと偶然知り合い、夫とサバサバちゃんの既婚者の彼氏が同一人物とは知らずに共通点の多さから意気投合する。
後にサバサバちゃんが付き合っている彼氏を紹介してもらうことになり、サバサバちゃんが中年くんを待ち合わせ先に連れてきたことで、夫の不倫とその相手を知る。
妊娠や経済的事情から離婚は考えていなかったが、自分が紹介したハイスペ男性→サバサバちゃん→中年くん経由で子作りの際に梅毒をうつされて離婚に踏み切り、後日弁護士を通してサバサバちゃんに慰謝料300万円を請求し、受け取った模様。
かなり強かで外聞や交際・結婚相手にする男性の社会ステータスを気にする性格。キャバ嬢経験があるらしい。
離婚後、研修医くんと付き合い始める。連載終盤で中年くんとの第二子らしき赤ちゃんを連れて登場した。また、サバサバちゃんとは和解したらしく、アラサーちゃんが離婚した後に開かれた女子会で顔を合わせている。太った母親がいるらしい。
文系くん
32歳。元編集者の書店員。フツメンの眼鏡男子。早稲田大学第一文学部演劇映像専修卒。年収330万円。痩せていてひょろりとしているが、178cmの高身長。猫好き。連載初期からゆるふわちゃんに恋していて後に付き合い始める。貧乳好き。ゆるふわちゃんを支えて尽くしていたが、メンヘラ化していく彼女について行けなくなっていく。
交際前にゆるふわちゃん宅に押しかけてセックスした後日、自宅に遊びに来たアラサーちゃんから告白されそうになったが、話をさえぎってゆるふわちゃんとの関係を暴露して振り、その無神経さからアラサーちゃんにしばらくの間距離を置かれた。
書いた小説で偶像新人文学賞を受賞した途端にモテ期到来。連絡が来るのが賞目当ての女性ばかりで女性不信になっていた時、研修医くんと関係解消したばかりのアラサーちゃんから連絡が来たのを彼女も賞目的だと勝手に邪推し、既にオラオラくんと入籍済のアラサーちゃんと結婚式前日に自棄になって肉体関係になる。
その後、情緒不安定なゆるふわちゃんから受け続けたストレスで、彼女にはEDになってしまい、体の相性が良いアラサーちゃんと浮気を続ける。
ゆるふわちゃんにはEDになった際、アラサーちゃんを呼び出し、ラブホで自分の生殖機能を確かめる等連載が進むにつれて無神経な一面が顕著に描かれるようになった。物書きをしているだけあり、明らかに可愛らしい猫よりふてぶてしい猫を好み、アラサーちゃんのブサイクな寝顔に惹かれる等、独自の感性を持っている。
アラサーちゃんと入ったラブホでオラオラくんとゆるふわちゃんと鉢合わせになり、お互いの浮気がバレて逆上したゆるふわちゃんから一方的に責められて振られる形で別れ、オラオラくんとは呼び出されて鉄拳制裁を受けたのを機に絶縁した。
ゆるふわちゃんとアラサーちゃんとの間で揺れ動く自分の状況を元に可愛い系の貧乳の女性とキレイ系の巨乳の女性の間で揺れ動く主人公を描いた小説を執筆し、芥川章にノミネートされるも落選。アラサーちゃんに告白しようとするが、話を遮られ「ゆるふわちゃんの魅力が分からない男に興味はない」と今度は自分が振られてしまう。
大衆くん
28歳。システムエンジニア。目白大学社会学部メディア表現学科卒。年収400万円。ごくごく平均的な日本人男性。小太りで、いつも何かしらの単語（大衆くんの好きなもの）が書かれたTシャツを着ている。
女性に交際を申し込む時、振られて恥をかきたくないため、あらかじめ冗談めかして軽いノリで言う癖がある。
連載終盤で非モテちゃんの処女をもらい、彼女の顔やスタイルを内心貶めながらも異性として意識するようになる。非モテちゃんに自分と付き合うことを提案するが、いつも通り冗談めかして言ったため、まともに取り合われず振られる。

中年くん
42歳。広告代理店勤務。愛媛出身。年収1000万。努力と肩書きで後天的にモテを手にした一児の父。帽子でハゲを誤魔化している。ハゲてはいるが背が高く、年齢の割にスリムな体型をしている。作中でサバサバちゃんと不倫し、妊娠中絶させる。中絶費用を半額しか支払わず、中絶手術の委任状に名前を書くことに難色を示した上に中絶が終わるとさっさとサバサバちゃんを置いて帰宅、さらに医師から性行為を控えるよう言われた期限内にサバサバちゃんにセックスを迫る等デリカシーがない。
一方で意外と繊細な一面を持ち、結婚していた専業ちゃんとは立会い出産や妻の使用済み生理用品の不始末を目撃したショックが原因で妻だけにはEDになり、2年以上のセックスレスに陥る。
育ちが良いらしく、バラバラにせず綺麗に食べ終えた焼き魚の皿を写真に撮ってSNSに上げている。
専業ちゃんの強請りと圧力に負けて渋々子作りした時は薬を使わなければできなかった。
専業ちゃんがセックスレス解消を試みると逆切れし、外で不倫している割に離婚は望んでいない等行動と考えが矛盾している。
サバサバちゃん以外に付き合っていないが、アラサーちゃん、おぼこちゃん、ヤリマンちゃん等他の女子ともその場限りでセックスしたことがある。ゆるふわちゃんともセックスを目論んだことはあるが、見事に回避されている。
サバサバちゃんとの不倫が連載中盤でついに専業ちゃんにバレたのと子作りで梅毒をうつしたのが原因で離婚された。さらに本妻と子作りしていたことを知られ、自分への気持ちが冷めたサバサバちゃんからも振られて両方から捨てられてしまう。
再婚したいらしく、離婚後すぐに婚活サイトに登録し婚活していた。連載終盤でアラサーちゃんにもSNSと対面時にアタックを掛けていたが、まるで脈がなく諦めたらしく、後にアラサーちゃんにSNSで23歳の彼女ができたことを報告している。

### サブキャラクター
ゆとりくん
20歳。大学生。福井出身。頬にニキビの跡があり、それを気にしているイケメン。オラオラくんを尊敬しており、彼の会社でインターンをしている。素人童貞。素人童貞ながらにして、精力剤を毎日飲みながら、勝負の時が来るのを今か今かと待ち続けている。

おぼこちゃん
23歳。サバサバちゃんの後輩。特徴があまりない素朴な顔立ちの大人しい女の子。尻のニキビが酷い。
最近中年くんとの初体験を済ませて以降、耳にピアスを空けて、当時処女だった非モテちゃんに対して上から目線で話すようになった。男性から強引に誘われると断れないため、非処女になってからはビッチ化が進む。オラオラくんとも体の関係を持ったこともあるが、未練はなくむしろ関わりたがっておらず、連載終盤の年末にSNSでオラオラくんから連絡が来たら素早くブロックしていた。美大生ちゃんと別れた講師くんの新しい不倫相手になる。
普段は大体の相手に敬語を話すが、異性には肉体関係になった瞬間タメ口で話すようになるタイプ。

脱ヲタくん
31歳。職業はまとめサイト管理人。童貞。
女性を異様に嫌っているが、一方で多少の幻想をも抱いている。
黒髪眼鏡ちゃん
32歳（年齢を明言されていないが、文系くんと同級生ではある）。文系くんの高校時代の同級生で同じ文芸部員だった。昔も今も黒髪に眼鏡の清楚な美人だが、今や作家専門のヤリマン。高校時代は文芸部男子のマドンナ的存在で、文系くんも当時は思いを寄せていた。昔文系くんが告白した時は、「文芸部の仲間とは付き合うつもりはない」と言って振り、その直後にあっさり文芸部仲間の首席くんと付き合い始め、他の男子とスペックを比較されて自分は選ばれなかったことを察した文系くんの心にトラウマを植え付けた。
小説で賞を取った文系くんに文芸部仲間での祝賀会を口実に連絡し、待ち合わせ場所に来た文系くんを自宅に連れ込んで数々の性的な誘いを掛けるが、当初は文系くんの鈍さによりスルーされ続ける。腹痛を装い、体を触らせて誘いを察知させたが、失恋の辛い記憶を思い出させて泣かれ、逃げられてしまう。文系くんが一時的に女性不信に陥る原因になった存在。

### アラサーちゃんの親・きょうだい
講師くん
62歳。美大講師。アラサーちゃんの父。眼鏡を掛けている穏やかそうな中高年。前髪でハゲを隠している。見た目は文系くんに似ているが、中身は女好きの肉食系で娘婿となったオラオラくんと意気投合する。
実はバツ2で今妻のパートさんとは3度目の結婚。これまでの２回の結婚の内のいずれかでアラフォーさんの父親になっている。教え子の美大生ちゃんと不倫していたが、自分の白髪交じりの体毛や加齢臭やメール内容の気持ち悪さ等が原因で振られて別れ、その後すぐに不倫相手をおぼこちゃん に切り替える。元々美大生ちゃんとの性生活に不満があり、別れを切り出そうとしていたため「丁度良かった」と先に別れ話を切り出されたことを喜ぶ。
他にも浮気を繰り返しているが、今の妻と離婚する気はないらしく付き合うのは恋愛サイクルの速い23歳までの適齢期未満の女子と決めている。
物語終盤で夫婦で互いに不倫している状態になったパートさんとの離婚話が浮上しているらしく、これまで散々浮気を重ねておきながら自分は娘夫婦のように協議離婚せず、調停や裁判を起こしてすんなり別れないことを宣言した。
パートさん
48歳。パートタイマー。趣味は陶芸。アラサーちゃんの母。バツ2の講師くんが選んだ女。夫の講師くん以外の男性を知らずに結婚したらしい。年齢から逆算すると18歳の若さでアラサーちゃんを産んだことになる。
肉食系の夫と違い、10年間セックスレスになっても気にしなかったが、連載終盤に10歳年下の陶芸教室の先生からデートに誘われて肉体関係にまで発展する。そこで初めて女性としての喜びを知り、自分が性的に淡白だったわけではなく夫とは体の相性が悪かったことに気付く。
講師くんの浮気に気付いているが、むしろ性欲を自分以外の他の女性に向けてくれるのを感謝しており、生活や世間体等のために割り切って見て見ぬ振りをし、自分も夫にはひた隠しにして陶芸教室の先生との関係を続ける。
物語終盤で明確な描写はないが、講師くんとの間に離婚話が浮上しているらしく、オラオラくんとの離婚成立を電話で報告したアラサーちゃんから「お母さんも頑張ってね」とエールを送られている。
アラフォーさん
40歳。度々登場しているアラサーちゃんの腹違いの姉（講師くんと前々妻か前妻との娘）。美人の熟女で密かに年配男性や研修医くんからモテている。

### オラオラくんの親・きょうだい
議員さん
60歳。区議会議員。オラオラくんの母。顔立ちがオラオラくんや研修医くんとよく似ている。実はオラオラくんに1千万円程融資しており、連載終盤でネットに流出した写真が原因で次々と取引停止されたオラオラくんから電話で更なる2千万円の融資を頼まれたが拒否し、息子の醜態写真がネットで出回ったことに対し「もう外を歩けない」と電話口で嘆く。

院長くん
58歳。耳鼻科医。オラオラくんの父。存在感があまりなく、アラサーちゃんとの顔合わせの席で一言も話さなかった。
研修医くん
25歳。研修医。オラオラくんの弟。兄同様にイケメン。年上好きで、さらにバツイチで子持ち、妊婦だったらなお好み。独自の女性観があり、どんなに年上でも自分の異性として守備範囲内であるアラフォーさん等は熟女、自分より年上であってもサバサバちゃん等の異性として対象外と見なした女性は、熟女であるとした女性より若くてもオバサンとして分類している。
アラサーちゃんの浮気相手だったが、離婚後の専業ちゃんと知り合い、アラサーちゃんよりも好みの条件が揃っていたため、アラサーちゃんとは別れて専業ちゃんと真剣交際する。
美大生ちゃん
20歳（作中では19歳と明言されている）。美大生。オラオラくんと研修医くんの妹できょうだいの末っ子。アラサーちゃんの父講師くんの教え子で不倫相手だったが、結局、講師くんの白髪交じりの体毛、加齢臭や送られてくるメールの気持ち悪さ等に耐えかねて別れた。アラサーちゃんとゆるふわちゃんからも講師くんとの不倫に難色を示され続け、別れた後、参加した女子会にて参加者のアラサー女性全員から不倫解消を祝われた。
イケメンの兄達に似た顔立ちで不美人ではないが、顔が老けていてアラサーに見える上に非モテファッションアイテムであるワイドパンツを愛用している。そのため同年代の若い男子からのウケが悪くモテないが、本人も彼らのデリカシーのなさを嫌がって相手に選ぼうとしない。
講師くんによれば性的にはマグロらしく、参加した女子会で下ネタ話で盛り上がる中でも自分の性的趣向は話さない奥ゆかしさを持つ。

## 書誌情報
- 峰なゆか『アラサーちゃん』メディアファクトリー〈ダ・ヴィンチブックス〉、2011年11月18日発売[9]、ISBN 978-4-8401-4291-5
- 峰なゆか『アラサーちゃん 無修正』扶桑社、全7巻
  1. 2013年4月12日発売[10]、ISBN 978-4-594-06799-1
  2. 2014年5月17日発売[11]、ISBN 978-4-594-07048-9
  3. 2014年8月22日発売[12]、ISBN 978-4-594-07097-7
  4. 2015年8月3日発売[13]、ISBN 978-4-594-07302-2
  5. 2017年5月26日発売[14]、ISBN 978-4-594-07734-1
  6. 2018年11月28日発売[15]、ISBN 978-4-594-08114-0
  7. 2019年11月20日発売[16]、ISBN 978-4-594-08336-6
- 峰なゆか『アラサーちゃん ラストシーズン』扶桑社、2022年9月2日発売[17]、ISBN 978-4-594-09292-4
- 峰なゆか『アラサーちゃん 無修正 傑作選』扶桑社〈扶桑社文庫〉、全2巻
  1. 2022年9月2日発売[18]、ISBN 978-4-594-09290-0
  2. 2022年9月2日発売[19]、ISBN 978-4-594-09291-7

## テレビドラマ
『アラサーちゃん 無修正』（アラサーちゃん むしゅうせい）のタイトルでテレビドラマ化。2014年7月26日から10月11日まで毎週土曜0:52 - 1:23（金曜日深夜、JST）に、テレビ東京系の「金曜25時」枠で全12話が放送された。
主人公を演じる壇蜜は連続ドラマ初主演作。なお本項目では日時表記を日本標準時で記載し、提出された出典内容や公式サイトで表示されている内容とは異なる。

### キャスト
〈〉内は設定年齢。詳細な人物説明は原作項目を参照。
- アラサーちゃん〈30〉 - 壇蜜
- オラオラ君〈32〉 - 川村陽介
- 文系くん〈32〉 - 忍成修吾
- ゆるふわちゃん〈34〉 - みひろ
- 大衆くん〈28〉 - 今野浩喜（キングオブコメディ〈当時〉）
- 非モテちゃん〈29〉 - 川村エミコ（たんぽぽ）
- ヤリリンちゃん〈26〉 - 信川清順
- サバサバちゃん〈30〉 - 佐藤仁美
- ナレーション - 横尾まり

#### ゲスト
複数話・単話登場の場合は演者名の横の括弧（）内に表記。
第1話
- 女の子 - 田川可奈美
- 居酒屋店員 - 四宮章吾（第5話・第9話）
- 占い番組ナレーション - 松丸友紀

第2話
- バー店員 - 大塚航二朗（第3話 - 第4話・第7話 - 第9話・最終話）
- 元カレくん〈32〉 - 三宅十空
- 男1 - 翁長玄
- 男2 - 小橋川共佑

第3話
- 脱ヲタくん〈31〉 - 長谷川寧（第11話）
- 情事のあとの男 - 類家大地

第4話
- カフェ店員 - 木村成希（第5話 - 第8話・第10話・最終話）

第6話
- 若い男A - わっしょい中村（第8話）
- 若い男B - 笑法廷栗之助（第8話）
- 若い男C - 溝部弦
- 若い男D - 栗谷悟史

第9話
- 若い男1 - 畠山健
- 中年 - 本田ひでゆき
- 水泳教師 - 早出明弘
- 販売員 - 佐伯美波

最終話
- 美容師 - 仲田博喜

### スタッフ
- 原作 - 峰なゆか『アラサーちゃん無修正』（「週刊SPA!」連載中 / 扶桑社）、『アラサーちゃん』(KADOKAWA)
- 構成・脚本 - 新井友香、嶋田うれ葉、はしもとこうじ、八代丈寛、十時直子
- 音楽 - フジモトヨシタカ
- 演出・プロデューサー - 工藤里紗（テレビ東京）
- 監督 - 瀧悠輔、武井陽介、日暮謙
- オープニングテーマ - ゲスの極み乙女。「猟奇的なキスを私にして」（ワーナーミュージック・ジャパン / unBORDE）
- エンディングテーマ - Giselle4「WONDER GIRL」（ユニバーサルJ）
- 助監督 - 瀧悠輔、川井隼人
- 音響効果 - 大塚智子
- 整音 - 浅梨なおこ
- オープニング振付 - 長谷川寧
- 企画監修 - 西田哲也
- 企画 - 谷島正之
- プロデューサー - 山本晃久、浅野由香
- コンテンツプロデューサー - 瀬戸強士、高橋浩史
- 制作 - テレビ東京、C&Iエンタテインメント
- 制作著作 - 「アラサーちゃん 無修正」製作委員会

### 放送日程
| 話数                                                      | 放送日   | サブタイトル                           | ラテ欄           | 脚本                         | 監督            |
| --------------------------------------------------------- | -------- | -------------------------------------- | ---------------- | ---------------------------- | --------------- |
| 第1話                                                     | 07月26日 | 出会いは元カレの合コンで               | せフレと合コン   | 新井友香                     | 日暮謙          |
| 第2話                                                     | 08月02日 | アラサー女子のセフレ事情               | 元彼とセックス   | 新井友香 嶋田うれ葉          | 日暮謙 武井陽介 |
| 第3話                                                     | 08月09日 | アラサーちゃんヤリリンちゃんを尊敬する | 男と女の妄想H    | 新井友香 嶋田うれ葉          | 日暮謙 武井陽介 |
| 第4話                                                     | 08月16日 | アラサーちゃんの(裏)ニンゲン分析       | 脱ぐと○○なの     | 嶋田うれ葉 新井友香 十時直子 | 日暮謙 武井陽介 |
| 第5話                                                     | 08月23日 | アラサーちゃん文系くんをデートに誘う   | 文系君とラブホ   | 新井友香                     | 武井陽介        |
| 第6話                                                     | 08月30日 | アラサー女子のオシャレ事情             | 豊乳だって悩む   | はしもとこうじ 新井友香      | 武井陽介 日暮謙 |
| 第7話                                                     | 09月06日 | 二回戦に持ち込むモテテク講座           | Hなモテ技講座    | 十時直子                     | 武井陽介        |
| 第8話                                                     | 09月13日 | 女の色気合戦                           | 女の(秘)色気合戦 | 嶋田うれ葉                   | 瀧悠輔          |
| 第9話                                                     | 09月20日 | 女のひとりH事情                        | 女の1人H事情     | 八代丈寛                     | 瀧悠輔          |
| 第10話                                                    | 09月27日 | アラサー男女の温泉旅行あるある         | 温泉の脱ぎテク   | 嶋田うれ葉                   | 瀧悠輔          |
| 第11話                                                    | 10月04日 | 恋とセックスとモテメール術             | 恋するメール術   | 新井友香                     | 瀧悠輔          |
| 最終話                                                    | 10月11日 | アラサーちゃんの恋の行方               | 衝撃の恋の行方   | 新井友香                     | 瀧悠輔          |
| 平均視聴率 2.2%（視聴率は関東地区、ビデオリサーチ社調べ） |          |                                        |                  |                              |                 |

### ネット局
| 放送対象地域   | 放送局             | 系列           | 放送期間                       | 放送日時                     | 備考        |
| -------------- | ------------------ | -------------- | ------------------------------ | ---------------------------- | ----------- |
| 関東広域圏     | テレビ東京         | テレビ東京系列 | 2014年7月26日 - 10月11日       | 土曜 0:52 - 1:23（金曜深夜） | 制作局      |
| 北海道         | テレビ北海道       | テレビ東京系列 | 2014年7月26日 - 10月11日       | 土曜 0:52 - 1:23（金曜深夜） | 同時ネット  |
| 大阪府         | テレビ大阪         | テレビ東京系列 | 2014年7月26日 - 10月11日       | 土曜 0:52 - 1:23（金曜深夜） | 同時ネット  |
| 福岡県         | TVQ九州放送        | テレビ東京系列 | 2014年7月26日 - 10月11日       | 土曜 0:52 - 1:23（金曜深夜） | 同時ネット  |
| 鹿児島県       | 南日本放送         | TBS系列        | 2014年8月5日 - 10月28日        | 火曜 0:05 - 0:35（月曜深夜） | 10日遅れ    |
| 奈良県         | 奈良テレビ         | 独立局         | 2014年8月5日 - 10月21日        | 火曜 1:00 - 1:30（月曜深夜） | 10日遅れ    |
| 熊本県         | 熊本放送           | TBS系列        | 2014年8月5日 - 10月28日        | 火曜 1:43 - 2:13（月曜深夜） | 10日遅れ    |
| 山形県         | テレビユー山形     | TBS系列        | 2014年8月8日 - 11月7日         | 金曜 1:33 - 2:03（木曜深夜） | 20日遅れ    |
| 鳥取県・島根県 | 山陰放送           | TBS系列        | 2014年8月9日 - 11月1日         | 土曜 1:25 - 1:55（金曜深夜） | 14日遅れ    |
| 静岡県         | 静岡朝日テレビ     | テレビ朝日系列 | 2014年9月24日 - 12月10日       | 水曜 1:50 - 2:20（火曜深夜） | 60日遅れ    |
| 長崎県         | 長崎放送           | TBS系列        | 2014年10月2日 - 12月25日       | 木曜 0:38 - 1:08（水曜深夜） | 68日遅れ    |
| 和歌山県       | テレビ和歌山       | 独立局         | 2014年10月2日 - 12月18日       | 木曜 2:15 - 2:45（水曜深夜） | 68日遅れ    |
| 青森県         | 青森テレビ         | TBS系列        | 2014年10月7日 - 12月23日       | 火曜 0:43 - 1:13（月曜深夜） | 73日遅れ    |
| 秋田県         | 秋田テレビ         | フジテレビ系列 | 2014年10月7日 - 12月23日       | 火曜 1:00 - 1:30（月曜深夜） | 73日遅れ    |
| 愛知県         | テレビ愛知         | テレビ東京系列 | 2014年10月10日 - 12月26日      | 金曜 1:00 - 1:30（木曜深夜） | 76日遅れ    |
| 長野県         | 信越放送           | TBS系列        | 2014年10月15日 - 2015年1月7日  | 水曜 1:13 - 1:43（火曜深夜） | 81日遅れ    |
| 富山県         | チューリップテレビ | TBS系列        | 2014年10月16日 - 2015年1月15日 | 木曜 0:08 - 0:38（水曜深夜） | 82日遅れ    |
| 愛媛県         | あいテレビ         | TBS系列        | 2014年12月5日 - 2015年2月27日  | 金曜 1:04 - 1:34（木曜深夜） | 131日遅れ   |
| 沖縄県         | 琉球放送           | TBS系列        | 2015年4月3日 - 6月19日         | 金曜 1:28 - 1:58（木曜深夜） | 8か月強遅れ |

なお、岩手めんこいテレビと福島テレビでも放送される予定であったが諸般の事情により中止となり、岩手めんこいテレビは『セーラーゾンビ』へ、福島テレビは『ミエリーノ柏木』へそれぞれ急遽変更された。